# Rivière Buron
Der Rivière Buron ist ein etwa 123 km langer Zufluss der Ungava Bay in der kanadischen Provinz Québec.

## Flusslauf
Der Rivière Buron durchfließt die Tundralandschaft des Kanadischen Schildes im Südosten der Ungava-Halbinsel. Er hat seinen Ursprung in einem 244 m hoch gelegenen kleineren namenlosen See. Das Quellgebiet befindet sich 100 km nordwestlich von Tasiujaq. Der Rivière Buron fließt anfangs 60 km in Richtung Südosten. Anschließend wendet sich der Fluss nach Osten und mündet schließlich in eine nördliche Seitenbucht 
des Ästuars des Rivière aux Feuilles an der Südwestküste der Ungava Bay. Der Rivière Buron entwässert ein Gebiet von 2002 km². Weiter nördlich befindet sich das Einzugsgebiet des Rivière au Chien Rouge, weiter südlich das des Rivière aux Feuilles.